# 台湾議会設置運動
台湾議会設置運動（たいわんぎかいせっちうんどう）は、1920年代初めから1930年代半ばにかけて、日本の植民地であった台湾の住民が、帝国議会に対し、イギリスのアイルランド議会をモデルとした台湾独自の議会の設置を請願した運動のこと。

## 概要
左右の広範な民族主義者を結集し、1910年代半ば抗日武装運動が鎮圧されたのちの台湾では最大の合法的大衆運動となったが、台湾総督府の徹底的な弾圧と妨害工作によって実現をみることができず、運動内部の左右対立もあって分裂・衰退していった。

## 沿革

### 運動の始まり

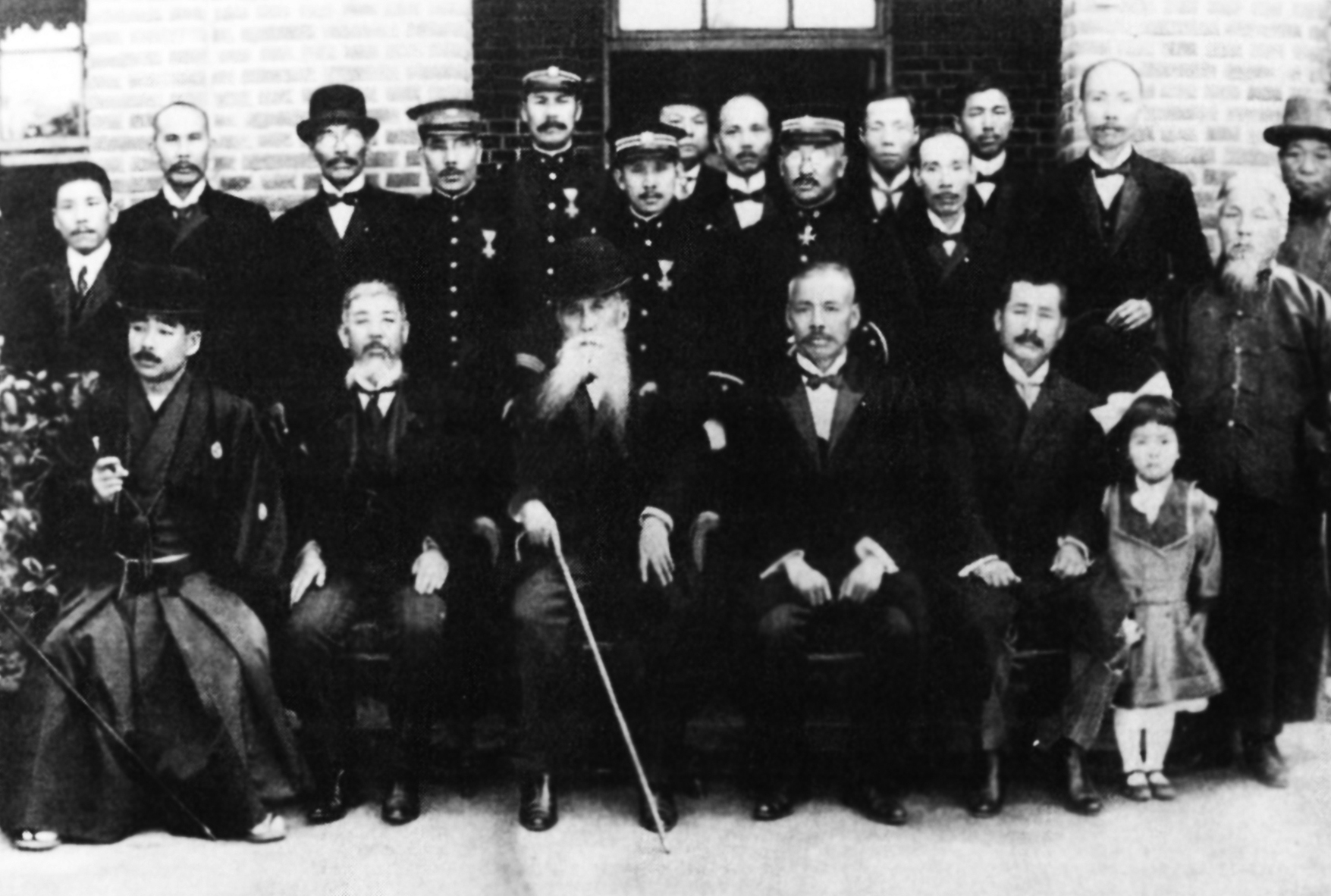
板垣退助（中央）、林献堂（後列右2人目）
台湾にて撮影（1914年12月）

第一次世界大戦後、三・一独立運動や五四運動などの高まり、ウィルソン十四ヵ条・ロシア十一月革命に現れた民族自決容認の動きを受けて、東アジアでも民族意識が高揚した。このような動きを背景に京都帝国大学教授で植民政策学の権威であった山本美越乃が朝鮮半島に独自の議会を認めることで植民地住民の不満を抑える提言を行った。それを知った東京在住の台湾人林献堂ら187名が1921年1月30日に帝国議会両院に対して「台湾議会設置請願書」を提出した。同年10月には民族主義活動家を結集して「台湾文化協会」が発足し、同団体を中心に議会設置運動が展開された。この運動は民族統一戦線的な性格を持ち、民族主義右派から左の社会主義者に至るまで広範な人士を組織しており、州政以下の参政権を付与することで大戦後の民族運動の高まりを逸らし、運動の分断を策す総督府の政策に対して、台湾人の側から「台湾」規模の自治を要求するものであった。また同年の「法三号」制定の結果、それまで「土皇帝」として強大な権限を持っていた台湾総督の委任立法権を縮小し日本内地の国内法がそのまま台湾で適用されるようになったが、法三号制定以前に台湾総督が制定した弾圧法規（匪徒刑罰令などの台湾律令）はなお効力を有していた。このため台湾住民に対する総督の専制は温存されており、台湾住民全体の要求を代表する「台湾議会」を設置することでこれを廃止しようとするねらいがあった。

### 展開

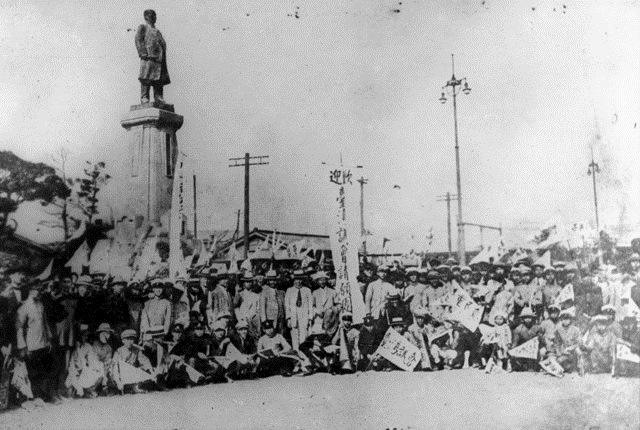
台湾議会請願団（1924年 東京）

1923年には台北にて「台湾議会期成同盟会」が結成されたが、これを知った台湾総督府は同会を弾圧して2月2日に解散に追い込んだ。このため、やむなく改めて2月21日に東京で結成式を行った。以後、1934年までに15回にわたって日本の帝国議会に対する請願が行われ、多いときには2000名以上の署名が集められた。日本国内にもこの運動に同調する声がひろがり、東京帝国大学教授であった植民政策学者の矢内原忠雄はキリスト教会を通じて運動を支援し、代議士の田川大吉郎・清瀬一郎は衆議院への法案上程に際してしばしば紹介議員となった。だが、台湾総督府は運動を台湾独立運動の一環と一方的に断定して弾圧を図った。例えば1923年12月22日には請願に参加した29名を治安警察法違反で逮捕してうち13名が有罪とした（逮捕に至った事例は本件のみ）。更に帝国議会の請願委員会に対しては請願自体が国家の利益に反するものとして台湾総督府からの政府委員の派遣を事実上拒否（欠席扱い）して議会での審議すら認めない姿勢を取った。成果の見えない状況のなか次第に運動内部では対立が顕在化し、まず台湾共産党結成（1928年）や農民運動の高まりを背景とした左派の伸張をみて地主・有産層に基盤を置く右派が運動から離脱、次いで急進化した左派の離脱を経て運動は次第に衰退していった。

### 終焉
1934年に入ると、国家主義の高揚を背景とした台湾総督府は満洲事変に伴う治安強化策を名目として請願運動家に対する有形・無形の強圧を加えた。その結果、同年9月2日に活動家たちは台湾総督府に対して今後運動は行わない事を約束させられることとなった。翌1935年、中川健蔵総督が地方自治制を導入した（「日本統治時代の台湾#台湾人の地方参政権」参照）ことで地主・有産層は妥協し運動は完全に終結した。

## 請願理由
第1回請願書の中で、請願の理由が説明されている。
- 台湾の特殊事情を鑑みれば、日本国内とは異なる特別立法の必要がある。
- 日本は立憲国家である。台湾はその統治下にあり、立憲政治の待遇を享受すべきである。
- 現在、台湾総督が立法権と行政権を有しているが、これは憲法の精神に反している。立法権は国民に与えられるべきである。

## 歴代請願運動
- 1921年1月30日：第1回請願運動
- 1922年2月16日：第2回請願運動
- 1923年2月22日：第3回請願運動
- 1924年1月30日：第4回請願運動
- 1924年7月5日：第5回請願運動
- 1925年2月17日：第6回請願運動
- 1926年2月9日：第7回請願運動
- 1927年1月19日—1月20日：第8回請願運動
- 1928年4月25日：第9回請願運動
- 1929年2月16日：第10回請願運動
- 1930年4月28日：第11回請願運動（衆議院）
- 1930年5月2日：第11回請願運動（貴族院）
- 1931年2月12日：第12回請願運動
- 1932年6月3日：第13回請願運動
- 1933年1月31日：第14回請願運動（貴族院）
- 1933年2月6日：第14回請願運動（衆議院）
- 1934年2月6日：第15回請願運動（貴族院）
- 1934年3月15日：第15回請願運動（衆議院）

## 運動の内容と反応

### 第6回請願運動の例
1925年2月17日、台湾島内の780人による連署を持ち林献堂、邱徳金、葉栄鐘、楊肇嘉の4人が代表として東京に向かい、第6回台湾議会設置請願運動を行った。

### 請願運動の具体的内容
- 訪日前に台湾全土を巡って講演を行い、請願の目的を説明し大きな反響を得た。また訪日後も在日台湾人から熱い声援が送られた。
- 日本での請願運動のスケジュールとしては、帝国議会に請願書を提出したほか、加藤高明首相や各大臣、衆議院の正副議長、両院議員、東京市の各新聞社、政治評論家と面会した。また、帝国議会の開会前夜に盛大なレセプションが行われた。

### 帝国議会の反応
前5回の請願では、帝国議会は「不採択」となっていたが、今回は引き延ばしによって、3月23日に「審議未了」となった。

### 台湾の反応
台湾総督府は、楊肇嘉の人気を皇太子台湾巡幸時の盛大な歓迎場面に例えて記した。